# Xysticus altitudinis
Xysticus altitudinis is een spinnensoort uit de familie van de krabspinnen (Thomisidae).
De wetenschappelijke naam van de soort werd in 1976 gepubliceerd door Gershom Levy.